# Liste der Monuments historiques in Plogonnec
Die Liste der Monuments historiques in Plogonnec führt die Monuments historiques in der französischen Gemeinde Plogonnec auf.

## Liste der Bauwerke
| Bezeichnung                                     | Beschreibung | Standort | Kennzeichnung | Schutzstatus | Datum | Bild           |
| ----------------------------------------------- | ------------ | -------- | ------------- | ------------ | ----- | -------------- |
| Kapelle St-Pierre                               |              | (Lage)   | PA00090179    | Classé       | 1963  | weitere Bilder |
| Kapelle von Saint-Théleau                       |              | (Lage)   | PA00090180    | Classé       | 1914  | weitere Bilder |
| Kirche St-Thurien mit Friedhof und Triumphbogen |              | (Lage)   | PA00090181    | Classé       | 1922  | weitere Bilder |
| Stèle protohistorique                           |              | (Lage)   | PA00090182    | Inscrit      | 1972  |                |
| Tumulus                                         |              | (Lage)   | PA00090184    | Inscrit      | 1972  |                |
| Tumulus von Kernescop                           |              | (Lage)   | PA00090183    | Classé       | 1971  |                |

## Liste der Objekte
- Monuments historiques (Objekte) in Plogonnec in der Base Palissy des französischen Kultusministeriums